# Saran-Khadzhi-Kadyr
Saran-Khadzhi-Kadyr är en ort i Azerbajdzjan.   Den ligger i distriktet Ağsu Rayonu, i den centrala delen av landet, 140 km väster om huvudstaden Baku. Saran-Khadzhi-Kadyr ligger 68 meter över havet och antalet invånare är 298.
Terrängen runt Saran-Khadzhi-Kadyr är platt åt sydost, men åt nordväst är den kuperad. Terrängen runt Saran-Khadzhi-Kadyr sluttar söderut. Närmaste större samhälle är Aghsu, 15,7 km öster om Saran-Khadzhi-Kadyr.
Trakten runt Saran-Khadzhi-Kadyr består till största delen av jordbruksmark. Runt Saran-Khadzhi-Kadyr är det ganska tätbefolkat, med 54 invånare per kvadratkilometer.